# Rhynchostele ehrenbergii
Rhynchostele ehrenbergii là một loài thực vật có hoa trong họ Lan. Loài này được (Link, Klotzsch & Otto) Soto Arenas & Salazar miêu tả khoa học đầu tiên năm 1993.

## Hình ảnh

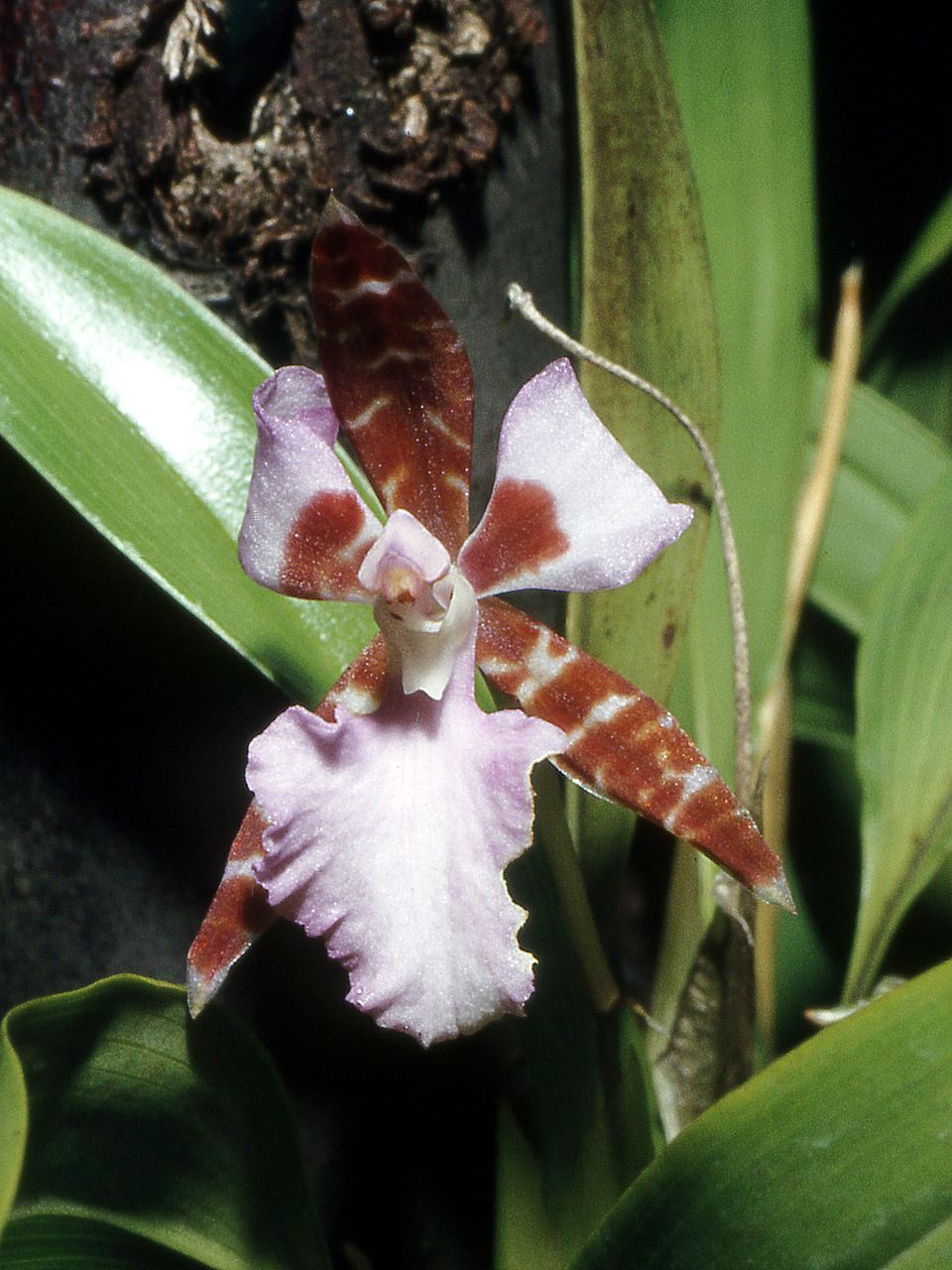
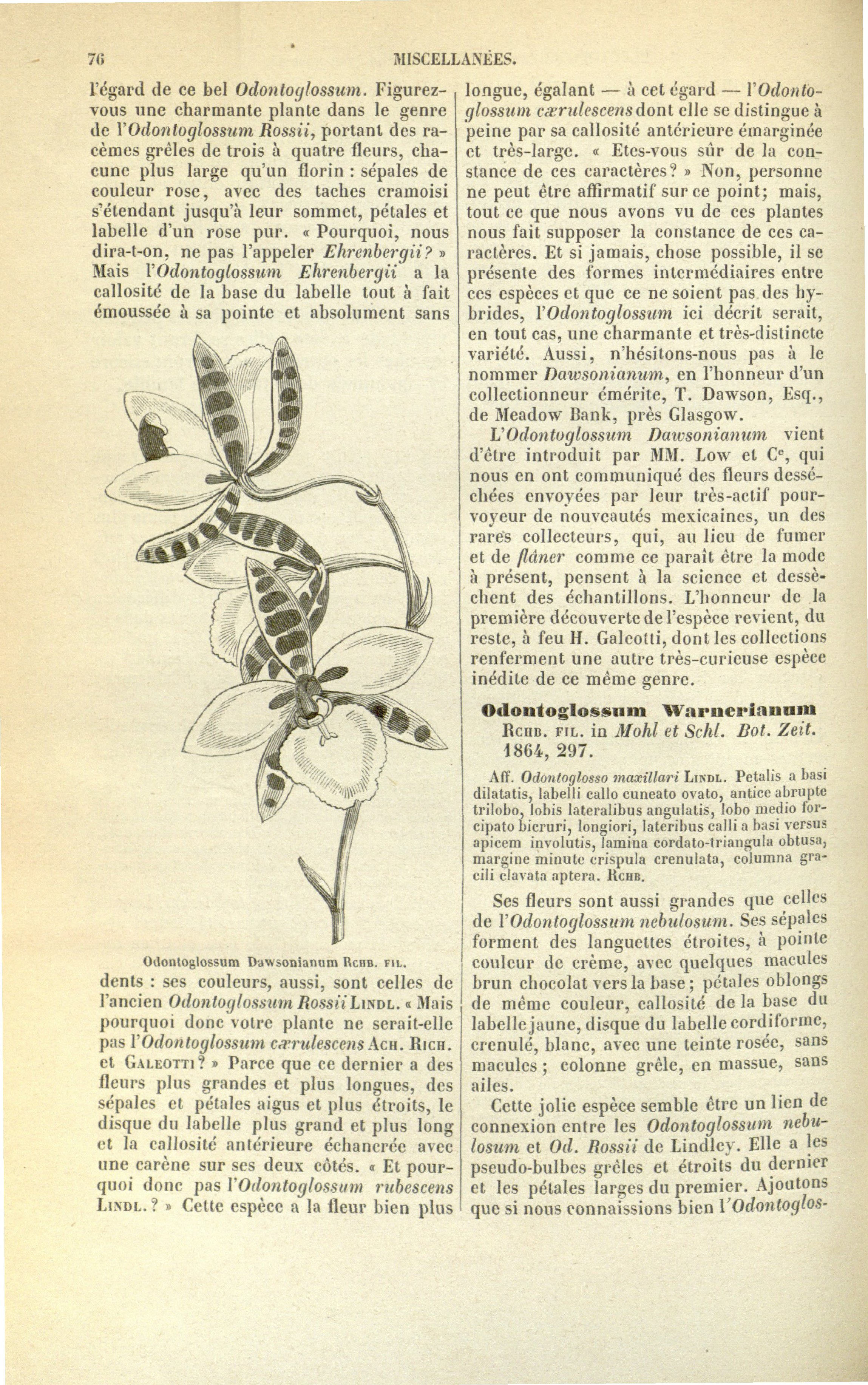